# Nekrolog 1720
Nekrolog
◄◄
| ◄
| 1716
| 1717
| 1718
| 1719
| 1720 | 1721 | 1722 | 1723 | 1724 | ► | ►►
Weitere Ereignisse | Allgemeiner Nekrolog 1720
Die Beschreibung der verstorbenen Person sollte so kurz wie möglich gehalten sein und nur deren signifikante Tätigkeit(en) enthalten.
Neue Namen ggf. auch unter dem Geburts- und Sterbedatum, also etwa unter 1. Januar und im Geburts- und Sterbejahr (2024) eintragen (nur bei entsprechender großer Wichtigkeit). Für Beispiele siehe die schon vorhandenen Artikel.
Außerdem über die fünf zuletzt Verstorbenen, zu denen es einen ausreichend guten Artikel für eine Präsentation auf der Hauptseite gibt, nach der todesbedingten Überarbeitung der Artikel ggf. auch unter Wikipedia Diskussion:Hauptseite informieren und sie am besten auch in den anderen Wikipedia-Sprachversionen eintragen. Tipp: Regelmäßig bei news.google.de nach „ist tot“, „gestorben“ oder „verstorben“ suchen.
Wenn eine Person gestorben ist, gibt es viele Seiten zu dieser Person in der Wikipedia, die davon auch betroffen sind und entsprechend aktualisiert werden müssen. Beispiele: Namenübersichtsseite, Geburtsjahr, Geburtsort-Seiten und viele mehr.
Wie finde ich die betroffenen Seiten?
Im Suchfeld auf der linken Seite gibt man den Suchbegriff so ein: „Vorname Nachname“. Dann klickt man auf Volltext und alle Seiten mit entsprechendem Suchtext werden aufgerufen. Hier sieht man dann schnell, wo auch das Todesjahr Sinn macht oder sogar ein Teil des Artikels angepasst werden muss. Auch hilft das „Werkzeug“ auf der linken Seite sehr gut, um solche Seiten aufzufinden: „Links auf diese Seite“. Somit ist die Wikipedia wieder aktuell in allen Bereichen! Hinweis: bei Eintragung der Kategorie „Gestorben JAHR“ wird der Missbrauchsfilter 49 ausgelöst, was jedoch nicht schlimm ist. Siehe: Spezial:Missbrauchsfilter/49
Dies ist eine Liste von im Jahr 1720 verstorbenen bekannten Persönlichkeiten. Die Einträge erfolgen innerhalb der einzelnen Daten alphabetisch sortiert. Tiere sind im Nekrolog für Tiere zu finden.

## Januar
| Tag        | Name                                 | Beruf, bekannt als                                                            | Alter | Beleg |
| ---------- | ------------------------------------ | ----------------------------------------------------------------------------- | ----- | ----- |
| 4. Januar  | Friedrich Wilhelm Leyser             | deutscher Rechtswissenschaftler und Stadtsyndikus von Magdeburg               | 61    |       |
| 10. Januar | Ramon Perellos y Roccaful            | Großmeister des Malteserorden                                                 |       |       |
| 10. Januar | Joseph-Emmanuel de La Trémoille      | Kardinal der katholischen Kirche                                              | 60    |       |
| 18. Januar | Bernhard Ludwig Mollenbeck           | deutscher Rechtswissenschaftler und Hochschullehrer                           | 61    |       |
| 19. Januar | Eleonore Magdalene von Pfalz-Neuburg | Pfalzgräfin von Neuburg, durch Heirat Kaiserin des Heiligen römischen Reiches | 65    |       |
| 20. Januar | Giovanni Maria Lancisi               | italienischer Mediziner und Naturforscher                                     | 65    |       |
| 20. Januar | Angelus Paoli                        | Karmelit                                                                      | 77    |       |
| 26. Januar | Adam Adamowitsch Weide               | russischer General                                                            |       |       |

## Februar
| Tag         | Name                   | Beruf, bekannt als                                                                        | Alter | Beleg |
| ----------- | ---------------------- | ----------------------------------------------------------------------------------------- | ----- | ----- |
| 6. Februar  | Johann Christoph Pfaff | lutherischer Theologe und Dekan der Universität Tübingen                                  | 68    |       |
| 28. Februar | Ignaz Reiffenstuell    | österreichischer Jesuit                                                                   | 55    |       |
| 29. Februar | François de Langes     | Baron de Lubières, Gouverneur von Orange, preußischer Oberst und Gouverneur von Neuenburg |       |       |

## März
| Tag      | Name                                | Beruf, bekannt als                                                                                | Alter | Beleg |
| -------- | ----------------------------------- | ------------------------------------------------------------------------------------------------- | ----- | ----- |
| 1. März  | Johann Hektor von Klettenberg       | deutscher Alchemist                                                                               |       |       |
| 1. März  | Heinrich van Lennep                 | niederländischer Kupferstecher und Ingenieur                                                      |       |       |
| 6. März  | Samuel Jenner                       | Schweizer Architekt                                                                               |       |       |
| 10. März | Reinhard Bonaventura von Günderrode | deutscher Jurist und Hofmeister                                                                   | 50    |       |
| 11. März | Thomas Ihre                         | schwedischer Theologe                                                                             | 60    |       |
| 13. März | Giovanni Battista Alliprandi        | Architekt des Barock                                                                              |       |       |
| 14. März | Burchard von Suhm                   | sächsischer und polnischer Diplomat                                                               | 53    |       |
| 19. März | Johann Ernst Gründler               | deutscher Missionar                                                                               | 42    |       |
| 21. März | Karl Konrad Achenbach               | deutscher Theologe                                                                                | 64    |       |
| 21. März | Bernhard von Zech                   | Minister und Schriftsteller am sächsischen Hof in Dresden                                         | 70    |       |
| 23. März | Hans Heinrich von Ahlefeldt         | Geheimrat, Ritter des Dannebrogordens und vom Elefantenorden sowie Gutsherr des Gutes Seestermühe | 64    |       |
| 23. März | Lorenz Werder                       | Schweizer Bürgermeister                                                                           | 73    |       |
| 26. März | Pietro Giovanni Guarneri            | italienischer Geigenbauer aus der Cremoneser Geigenbauerdynastie Guarneri                         | 65    |       |
| 29. März | Johann Christoph Schacher           | deutscher Rechtswissenschaftler                                                                   | 53    |       |
| 30. März | Nils Gyllenstierna                  | schwedischer Feldmarschall und Generalgouverneur der Herzogtümer Bremen und Verden                | 71    |       |

## April
| Tag       | Name                                    | Beruf, bekannt als                                                                                         | Alter | Beleg |
| --------- | --------------------------------------- | --- | ----- | ----- |
| 2. April  | Joseph Dudley                           | Kolonialer Gouverneur von Massachusetts                                                                    | 72    |       |
| 6. April  | Pieter van Bloemen                      | flämischer Maler                                                                                           |       |       |
| 12. April | Balaji Vishwanath                       | Peshwa der Marathen                                                                                        |       |       |
| 14. April | Johann Jacob Siebenfreund               | deutscher Verwalter der Reichsritterschaft Wildenstein, später Vogt, Richter und Verwalter in Heinersreuth | 67    |       |
| 20. April | Johann Wolfgang Jäger                   | deutscher Theologe und Kanzler der Universität Tübingen                                                    | 73    |       |
| 21. April | Anthony Hamilton                        | französischer Generalleutnant und Schriftsteller schottischer Herkunft                                     |       |       |
| 23. April | Hinrich Klausing                        | deutscher Orgelbauer                                                                                       |       |       |
| 25. April | Johann Rodde                            | deutscher Jurist und Ratssekretär der Hansestadt Lübeck                                                    | 27    |       |
| 26. April | Benedikt Bach                           | 40. Abt der Abtei Marienstatt                                                                              | 80    |       |
| 26. April | Heinrich-Jakob von Fleckenstein-Windeck | Freiherr                                                                                                   |       |       |
| 29. April | Erdmuth Dorothea von Sachsen-Zeitz      | Ehefrau von Herzog Christian II. von Sachsen-Merseburg                                                     | 58    |       |

## Mai
| Tag     | Name                    | Beruf, bekannt als                                                                                    | Alter | Beleg |
| ------- | ----------------------- | --- | ----- | ----- |
| 2. Mai  | Claude Delisle          | französischer Geograph und Historiker                                                                 | 75    |       |
| 15. Mai | Heinrich Johann Leupold | Stadtrichter, Gerichtsschreiber, Notar, Schöffe und Bürgermeister in Zittau                           | 66    |       |
| 16. Mai | Jacob Vallan            | niederländischer Mediziner                                                                            | 82    |       |
| 18. Mai | Johann Carl Trumler     | österreichischer kaiserlicher Hofsteinmetzmeister des Barock und Dombaumeister zu St. Stephan in Wien |       |       |
| 20. Mai | Theodor Giou de Briou   | kurbrandenburger Generalmajor und erster Kommandeur der Gensdarmes                                    |       |       |
| 21. Mai | Christian Behrnauer     | deutscher evangelischer Theologe                                                                      | 70    |       |
| 27. Mai | David Hoyer             | deutscher Maler                                                                                       | 52    |       |

## Juni
| Tag      | Name                         | Beruf, bekannt als                      | Alter | Beleg |
| -------- | ---------------------------- | --------------------------------------- | ----- | ----- |
| 14. Juni | Johann Zacharias Grundig     | Kreuzkantor                             | 50    |       |
| 19. Juni | Robert Knox                  | englischer Seefahrer                    | 79    |       |
| 19. Juni | César de Sabran              | französischer Bischof                   |       |       |
| 21. Juni | Johann Christoph Rothe       | deutscher Musiker und Komponist         |       |       |
| 27. Juni | Guillaume Amfrye de Chaulieu | französischer libertinistischer Dichter |       |       |

## Juli
| Tag      | Name                           | Beruf, bekannt als                                                                           | Alter | Beleg |
| -------- | ------------------------------ | -------------------------------------------------------------------------------------------- | ----- | ----- |
| 3. Juli  | Awtonom Michailowitsch Golowin | General der Infanterie in der Russischen Armee und einer der Vertrauten von Peter dem Großen | 52    |       |
| 4. Juli  | Johann Diecmann                | deutscher Pädagoge und lutherischer Theologe                                                 | 73    |       |
| 7. Juli  | Maria Barbara Bach             | deutsche Sängerin (Sopran), Frau des Johann Sebastian Bach                                   | 35    |       |
| 16. Juli | Johann Gottfried von Bequerer  | Priester und Offizial des Erzbistums Köln                                                    |       |       |
| 24. Juli | Kilian Stumpf                  | deutscher Jesuit, Priester und Chinamissionar                                                | 65    |       |
| 27. Juli | Johann Samuel Welter           | deutscher Komponist                                                                          | 69    |       |
| 30. Juli | Justus Kelp                    | deutscher Germanist und Gelehrter                                                            |       |       |
| 30. Juli | Bernhard Matfeldt              | deutscher Jurist und Bürgermeister der Freien und Hansestadt Hamburg                         | 59    |       |
| 30. Juli | Philipp Reinhard Vitriarius    | deutscher Rechtswissenschaftler                                                              | 73    |       |
| 31. Juli | Asmus Bremer                   | Bürgermeister von Kiel                                                                       |       |       |

## August
| Tag        | Name                               | Beruf, bekannt als                                                                         | Alter | Beleg |
| ---------- | ---------------------------------- | ------------------------------------------------------------------------------------------ | ----- | ----- |
| 3. August  | Anthonie Heinsius                  | niederländischer Staatsmann und Ratspensionär                                              | 78    |       |
| 5. August  | Anne Finch, Countess of Winchilsea | englische Dichterin                                                                        | 59    |       |
| 14. August | Johann Philipp Storr               | evangelischer Stadtpfarrer in Heilbronn (1695 bis 1720)                                    |       |       |
| 17. August | Anne Dacier                        | französische Übersetzerin und Schriftstellerin hugenottischer Abstammung                   | 73    |       |
| 20. August | Johannes Sembach                   | deutscher Kaufmann, erster Bürgermeister der Stadt Karlsruhe                               |       |       |
| 25. August | Friedrich Wilhelm von Koenen       | königlich preußischer Oberst, Chef des Infanterie-Regiments Nr. 15, Freiherr von Zegenwerp |       |       |
| 26. August | Johann Christoph Volkamer          | deutscher Kaufmann, Fabrikant und Botaniker                                                | 76    |       |
| 30. August | Leander Anguissola                 | Kartograf, Pädagoge, Ingenieur und Oberstleutnant in österreichischen Diensten             | 67    |       |
| 30. August | Jón Vídalín                        | isländischer Geistlicher, Bischof von Skálholt                                             | 54    |       |
| 31. August | Johann Ernst Henfling              | deutscher Kaufmann                                                                         | 29    |       |

## September
| Tag           | Name                                | Beruf, bekannt als                                                                               | Alter | Beleg |
| ------------- | ----------------------------------- | ------------------------------------------------------------------------------------------------ | ----- | ----- |
| 1. September  | Samuel Knorr von Rosenroth          | Bürgermeister der Stadt Görlitz                                                                  | 63    |       |
| 1. September  | John Leake                          | englisch-britischer Admiral                                                                      | 64    |       |
| 3. September  | Henri de Massue                     | französischer Adeliger, General und Lord Chief Justice of Ireland                                | 72    |       |
| 6. September  | Hugo Franz von Königsegg-Rothenfels | Bischof von Leitmeritz                                                                           | 60    |       |
| 7. September  | Eusèbe Renaudot                     | französischer katholischer Kleriker, Journalist, Orientalist und Liturgiewissenschaftler         | 74    |       |
| 9. September  | Philippe de Courcillon              | französischer Offizier, Diplomat und Autor sowie der Großmeister des Lazarusordens               | 81    |       |
| 12. September | Johann Tennhardt                    | deutscher Visionär                                                                               | 59    |       |
| 15. September | Heinrich Bode                       | deutscher Jurist                                                                                 | 68    |       |
| 18. September | Martin Charbonnier                  | deutscher Gartenkünstler des Barock                                                              |       |       |
| 18. September | Ludwig Philipp von Wintzingerode    | deutscher Adeliger, General und Oberbefehlshaber der Truppen im Dienst des Erzbischofs von Mainz | 55    |       |
| 28. September | Jan Peter Straka von Nedabylic      | tschechischer Aristokrat und Philanthrop                                                         | 75    |       |

## Oktober
| Tag         | Name                               | Beruf, bekannt als                                       | Alter | Beleg |
| ----------- | ---------------------------------- | -------------------------------------------------------- | ----- | ----- |
| 10. Oktober | Antoine Coysevox                   | französischer Bildhauer                                  | 80    |       |
| 20. Oktober | Johann Adolf Clodt von Jürgensburg | schwedischer Offizier                                    | 62    |       |
| 25. Oktober | Nicolas de Fer                     | französischer Kartograf und Verleger                     |       |       |
| 28. Oktober | Johann Kless                       | deutscher lutherischer Theologe und Kirchenliedkomponist | 51    |       |
| Oktober     | Augustinus Fink                    | Abt des Klosters St. Blasien (1695 bis 1720)             |       |       |

## November
| Tag          | Name                           | Beruf, bekannt als                                         | Alter | Beleg |
| ------------ | ------------------------------ | ---------------------------------------------------------- | ----- | ----- |
| 2. November  | Johann Alexander Böner         | deutscher Kupferstecher in Nürnberg                        | 73    |       |
| 3. November  | Frederik Dekkers               | niederländischer Mediziner                                 | 75    |       |
| 6. November  | Benno Haan                     | dänischer Kunststicker                                     |       |       |
| 8. November  | Johann Andreas Hochstetter     | lutherischer Theologe                                      | 83    |       |
| 12. November | Peter Wessel Tordenskiold      | dänischer Offizier                                         | 30    |       |
| 13. November | Johann Kaspar Herwarthel       | deutscher Barock-Baumeister                                | 44    |       |
| 16. November | Mateo de la Mata Ponce de León | spanischer Jurist und Vizekönig von Peru                   |       |       |
| 17. November | Jack Rackham                   | britischer Pirat                                           | 37    |       |
| 18. November | Kaspar Waldmann                | österreichischer Maler                                     | 63    |       |
| 25. November | Johann Henrich Reitz           | deutscher pietistischer Schriftsteller und Bibelübersetzer |       |       |
| 26. November | Johann Theodor Herold          | deutscher Lautenist und Komponist                          |       |       |

## Dezember
| Tag          | Name                       | Beruf, bekannt als | Alter | Beleg |
| ------------ | -------------------------- | --- | ----- | ----- |
| 5. Dezember  | Andreas Fuchs              | deutsch-dänischer General, Infanterie-Inspektor in den Herzogtümern Schleswig und Holstein, Statthalter von Rendsburg | 79    |       |
| 20. Dezember | Anselm Schramb             | österreichischer Benediktinermönch, Historiker, Philologe und Bibliothekar                                            | 62    |       |
| 23. Dezember | Benjamin Ursinus           | kurfürstlich kurbrandenburgischer Hofprediger, evangelisch reformierter Bischof                                       | 74    |       |
| 24. Dezember | Georg Friedrich Dinglinger | deutscher Kunstmaler und Emailleur am Hof von Dresden                                                                 | 54    |       |
| 25. Dezember | Placidus Stainbacher       | deutscher Benediktiner und Abt                                                                                        |       |       |
| 28. Dezember | Johann Christian Neu       | deutscher Hochschullehrer für Geschichte und Philologie und Universitätsrektor                                        | 52    |       |
| 29. Dezember | Maria Margaretha Kirch     | deutsche Astronomin                                                                                                   | 50    |       |

## Datum unbekannt
| Tag | Name                        | Beruf, bekannt als                                                             | Alter | Beleg |
| --- | --------------------------- | ------------------------------------------------------------------------------ | ----- | ----- |
|     | Pietro degli Antonii        | italienischer Komponist                                                        |       |       |
|     | Robert Bruce                | schottischstämmiger General der russischen Armee                               |       |       |
|     | Edward England              | Pirat                                                                          |       |       |
|     | Joachim Friedrich Haltmeier | deutscher Jurist, Kantor, Autor und Komponist                                  |       |       |
|     | Martin Hannibal             | deutsch-ungarischer Maler und Zeichner, tätig in Schweden                      |       |       |
|     | Abraham Hartwich            | deutscher evangelischer Theologe, Pädagoge, Landeshistoriker und Sachbuchautor |       |       |
|     | Theodor Hecht               | Markgräflich Baden-Durlachischer Hofbuchdrucker                                |       |       |
|     | Joachim Kayser              | Orgelbauer                                                                     |       |       |
|     | Johann Christoph Kayßer     | deutscher Maler                                                                |       |       |
|     | Thomas Lefèbvre             | Maler und badischer Hofbaumeister                                              |       |       |
|     | Justus Ludwig Olthoff       | Bürgermeister von Stralsund, Landrat und Regierungsrat in Schwedisch-Pommern   |       |       |
|     | Isidre Roi                  | spanischer Komponist, Harfenist und Chormeister                                |       |       |
|     | Christoph von Schwalch      | schwedischer Jurist und Kanzler von Schwedisch-Pommern                         |       |       |
|     | Tagtsepa                    | tibetischer Regent                                                             |       |       |